# Tech house
Sous-genres
Electro tek
Genres dérivés
Tech trance, Future house, Electro house
La tech house est un sous-genre musical de la house mêlant éléments de techno et de house. Le terme de « tech house » se développe chez les disquaires comme une catégorie de musique électronique mêlant les aspects musicaux de la techno,. La musique est associée à la techno de Détroit et du Royaume-Uni . Au milieu et à la fin des années 1990, une scène se développe dans les boîtes de nuit britanniques comme The End dirigée par Mr.C & Layo Paskin, Heart & Soul, et Wiggle dirigée par Terry Francis et Nathan Coles. D'autres DJs et groupes de la scène incluent notamment Charles Webster, Bushwacka!, Dave Angel, Herbert, Funk D'Void, Ian O'Brien, Derrick Carter, et Stacey Pullen,.

## Histoire
Depuis le début des années 2000, la tech house s'est répandue en Europe. Même si elle est longtemps restée dans l'ombre de la musique techno (propulsée par des artistes tels que Adam Beyer ou Richie Hawtin dans le nord de l'Europe comme notamment en Allemagne, aux Pays-Bas et en Suède), la tech house connait un succès énorme en Espagne. En effet, grâce à l'expansion de nouveaux DJ tels que Marc Maya, Oscar Aguilera ou Raul Mezcolanza (tous des DJs résidents d'une boite de Barcelone : le ROW14), la tech house peut concurrencer les autres styles de musique électro dans des festivals comme le Monegros Desert Festival ou l'Awakenings Festival. Cependant, la mise en avant de la tech house est aussi due à la promotion de ce style de musique par d'autres DJ tels que Carl Cox ou Joris Voorn.

## Caractéristiques
Le genre se situe à la charnière de la house music et la techno minimale. En général, elle se distingue de la techno et de la minimale par un rythme beaucoup moins binaire et plus mélodieux. Il ne faut pas le confondre avec la house progressive, qui emprunte aussi des éléments autre que house mais qui mélange plus souvent des éléments trance à des degrés divers et sonne plus éthérée, atmosphérique et presque ambiante. La tech house a plus de point commun avec la deep house. Bien qu'elle soit originaire des clubs de Chicago, elle emprunte également le style techno de Détroit traditionnel, avec lequel elle est souvent mélangée dans la pratique.

## Popularité
La tech house est un style très apprécié de la jeune génération pour sa tonicité. C'est un style musical très présent dans les boites de nuit, à la radio ou encore lors des grands festivals de musique. Il existe beaucoup d'artistes qui se consacrent à ce style très dynamique. Généralement, les titres sont des mixes, extended mixes ou remixes, ce qui signifie que les DJ s'inspirent de musiques déjà existantes et les modifient en ajoutant des éléments d'autres musiques ou en ajoutant des sons comme des basses ou des cymbales charleston. Il existe aussi des titres qui ont été repris par plusieurs DJ afin que chacun y ajoute son style. 

## Artistes et labels
Les artistes notables du genre incluent : Herbert, Daniel Ibbotson, Terry Lee Brown Jr., Funk D'Void, et Ian O'Brien. Les labels représentatifs du genre incluent notamment CDX9 Records, Plastic City, Congo Records, Fine Tunes, Arpia:r, Cocoon Records, Monique Musique, Great Stuff Recordings, Freaky Music Recordings, Stereohype, Rejected et Toolroom Records.